# USS Tollberg (APD-103)
USS Tollberg (APD-103) là một tàu vận chuyển cao tốc lớp Crosley, nguyên được cải biến từ chiếc DE-593, một tàu hộ tống khu trục lớp Rudderow, và đã phục vụ cùng Hải quân Hoa Kỳ trong Chiến tranh Thế giới thứ hai. Nó là chiếc tàu chiến duy nhất của Hải quân Hoa Kỳ được đặt cái tên này, theo tên hạ sĩ quan Maynard W. Tollberg (1904-1943), người từng phục vụ cùng tàu khu trục La Vallette (DD-448), đã tử trận vào ngày 30 tháng 1, 1943 khi La Vallette trúng ngư lôi từ máy bay đối phương và được truy tặng Huân chương Chữ thập Hải quân. Nó đã phục vụ cho đến khi chiến tranh kết thúc, xuất biên chế năm 1946, rồi được chuyển cho Colombia và tiếp tục phục vụ cùng Hải quân Colombia như là chiếc ARC Almirante Padilla (DT-03) cho đến năm 1973. Con tàu bị tháo dỡ sau đó. Tollberg được tặng thưởng một Ngôi sao Chiến trận do thành tích phục vụ trong Thế Chiến II.

## Thiết kế và chế tạo
Thiết kế của lớp Crosley dựa trên việc cải biến lớp tàu hộ tống khu trục Rudderow. Cấu trúc thượng tầng con tàu được mở rộng, đồng thời tháo dỡ bớt vũ khí trang bị để lấy chỗ bố trí nơi nghỉ cho 162 binh lính được vận chuyển cùng khoảng 40 tấn trang bị. Hệ thống động lực tương tự như với các lớp Buckley và Rudderow; là kiểu động cơ turbine-điện General Electric, cung cấp điện năng cho mô-tơ điện để dẫn động hai trục chân vịt.
Dàn vũ khí được giữ lại bao gồm một khẩu pháo 5 inch (130 mm)/38 cal bố trí một phía trước mũi; ba khẩu đội pháo phòng không Bofors 40 mm nòng đôi và sáu pháo phòng không Oerlikon 20 mm; vũ khí chống ngầm gồm hai đường ray Mk. 9 để thả mìn sâu. Thủy thủ đoàn đầy đủ bao gồm 15 sĩ quan và 168 thủy thủ; và con tàu được bố trí tiện nghi để vận chuyển 12 sĩ quan cùng 150 binh lính đổ bộ.
Tollberg được đặt lườn như là chiếc DE-593 tại Xưởng tàu Bethlehem-Hingham ở Hingham, Massachusetts vào ngày 30 tháng 12, 1943. Nó được hạ thủy vào ngày 12 tháng 2, 1944, được đỡ đầu bởi bà Maynard W. Tollberg, vợ góa hạ sĩ quan Tollberg. Đang khi được hoàn thiện, con tàu được xếp lại lớp như một tàu vận chuyển cao tốc vào ngày 17 tháng 7, 1944, mang ký hiệu lườn mới APD-103, và nhập biên chế cùng Hải quân Hoa Kỳ vào ngày 31 tháng 1, 1945 dưới quyền chỉ huy của Hạm trưởng, Thiếu tá Hải quân Edward F. Butler.

## Lịch sử hoạt động

### USSTollberg
Rời cảng Boston, Massachusetts vào ngày 18 tháng 2, 1945, Tollberg tiến hành chạy thử máy huấn luyện tại khu vực Bermuda, rồi lên đường vào ngày 9 tháng 3 và về đến Hampton Roads, Virginia vào ngày 11 tháng 3. Chuẩn bị để được điều động sang khu vực Mặt trận Thái Bình Dương, nó khởi hành vào ngày 25 tháng 3 để hộ tống cho tàu vận tải tấn công Rankin (AKA-103) đi sang vùng kênh đào Panama. Sau khi băng qua kênh đào trong các ngày 31 tháng 3 và 1 tháng 4, nó độc lập di chuyển sang California, đi đến San Diego vào ngày 9 tháng 4, rồi tiếp tục hành trình sáu ngày sau đó để hướng sang khu vực quần đảo Hawaii.
Đi đến Trân Châu Cảng vào ngày 22 tháng 4, Tollberg lại lên đường vào ngày 4 tháng 5, đi ngang qua Eniwetok trước khi đến Ulithi. Nó khởi hành vào ngày 31 tháng 5, cùng với tàu hộ tống khu trục Cross (DE-448) hộ tống các tàu sửa chữa Poseidon (ARL-12) và Minotaur (ARL-15) cùng tàu chở dầu Moose (IX-124) hướng sang quần đảo Ryūkyū, nơi đang diễn ra Chiến dịch Okinawa. Đi đến ngoài khơi bãi Hagushi vào ngày 4 tháng 6, nó được phân công canh phòng tại các trạm chống tàu ngầm và phòng không. Con tàu chỉ có một dịp duy nhất nổ súng vào một máy bay đối phương còn ở cách xa con tàu.
Vào ngày 8 tháng 8, Tollberg cùng với tàu hộ tống khu trục Abercrombie (DE-343) gia nhập cùng các thiết giáp hạm California (BB-44) và Nevada (BB-36) để hộ tống chúng đi sang quần đảo Philippine. Sang ngày hôm sau, nó giải cứu một phi công của California khi chiếc thủy phi cơ bị sóng đánh lập úp trong khi tiếp cận chiếc thiết giáp hạm để được vớt lên. Các con tàu đi đến Leyte, Philippines vào ngày 11 tháng 8. Tollberg vẫn đang ở lại khu vực Philippines khi Nhật Bản chấp nhận đầu hàng vào ngày 15 tháng 8, giúp chấm dứt vĩnh viễn cuộc xung đột.
Rời Philippines vào ngày 20 tháng 8, Tollberg hộ tống một đoàn tàu vận tải đi sang Okinawa rồi quay trở về Leyte vào ngày 29 tháng 8. Từ ngày 20 tháng 9 đến ngày 3 tháng 10, nó hộ tống cho Hải đội Vận tải 14 đi sang Wakayama, Nhật Bản, rồi quay trở lại Leyte. Nó rời Manila, Luzon vào ngày 2 tháng 11 để vận chuyển hành khách đi sang Okinawa, nhưng trên đường đi đã phục vụ hộ tống cho tàu chỉ huy đổ bộ Estes (AGC-12) đi sang Thượng Hải, Trung Quốc trước khi đi đến vịnh Buckner, Okinawa vào ngày 7 tháng 11. Nó quay trở lại Manila năm ngày sau đó, và tại Samar, Philippines từ ngày 24 đến ngày 26 tháng 11, nó đã đón lên tàu 156 hành khách có nhu cầu quay trở về Hoa Kỳ.
Rời Samar vào ngày 27 tháng 11, Tollberg hướng về vùng bờ Đông Hoa Kỳ ngang qua Eniwetok, Trân Châu Cảng, San Diego và vùng kênh đào Panama, về đến Norfolk, Virginia vào ngày 30 tháng 12. Nó ở lại Norfolk cho đến ngày 26 tháng 3, 1946, rồi lên đường đi sang khu vực Tây Ấn và ở lại đây trong hai tháng. Nó ở lại Xưởng hải quân New York tại Brooklyn, New York để đại tu từ ngày 20 tháng 5 đến ngày 24 tháng 7, rồi chuyển đến Xưởng hải quân Charleston tại Charleston, South Carolina để tiếp tục chuẩn bị ngừng hoạt động từ ngày 26 tháng 7 đến ngày 12 tháng 11. Con tàu được kéo đến Green Cove Springs, Florida vào ngày 13 tháng 11.
Tollberg được cho xuất biên chế tại Green Cove Springs vào ngày 20 tháng 12, 1946 và được đưa về Hạm đội Dự bị Đại Tây Dương, neo đậu cùng Đội Florida tại sông St. Johns. Vào tháng 9, 1959, con tàu được kéo đến Mayport, Florida, và sau đó đến Đội Texas tại Orange, Texas, nhưng tiếp tục bị bỏ không trong thành phần dự bị cho đến khi được rút tên khỏi danh sách Đăng bạ Hải quân vào tháng 11, 1964.

### ARCAlmirante Padilla(DT-03)
Tollberg được chuyển cho Colombia trong khuôn khổ Chương trình Viện trợ Quân sự vào ngày 14 tháng 8, 1965, và phục vụ cùng Hải quân Colombia như là chiếc ARC Almirante Padilla (DT-03) cho đến khi ngừng hoạt động và bị tháo dỡ vào năm 1973.

## Phần thưởng
Tollberg được tặng thưởng một Ngôi sao Chiến trận do thành tích phục vụ trong Thế Chiến II.
|             |  |  |
| Bronze star |  |  |

| Huân chương Phục vụ Trung Hoa (mở rộng)                                 | Huân chương Phục vụ Trung Hoa (mở rộng) | Huân chương Chiến dịch Hoa Kỳ        | Huân chương Chiến dịch Hoa Kỳ           |
| Huân chương Chiến dịch Châu Á-Thái Bình Dương với 1 Ngôi sao Chiến trận | Huân chương Chiến thắng Thế Chiến II    | Huân chương Chiến thắng Thế Chiến II | Huân chương Phục vụ Chiếm đóng Hải quân |